# Паруйр-Севак
Паруйр Севак (вірм. Պարույր Սևակ) — село в марзі Арарат, у центрі Вірменії. Село розташоване на трасі Єреван — Степанакерт, за 25 км на схід від міста Арарат, за 10 км на північний схід від села Єрасх та за 3 км на південний захід від села Тігранашен. Село назване на честь видатного вірменського поета Паруйр Севака.